# Tetiana Rud´
Tetiana Rud´ (ukr. Тетяна Рудь; ur. 5 grudnia 1977 w Sumach) – ukraińska biathlonistka, mistrzyni świata juniorów.

## Kariera
Na mistrzostwach świata juniorów w Forni Avoltri w 1997 roku zdobyła złoty medal w biegu indywidualnym, zostając tym samym pierwszą Ukrainką, która została mistrzynią świata juniorek. W Pucharze Świata zadebiutowała 7 grudnia 1996 roku w Östersund, gdzie zajęła 72. miejsce w sprincie. Pierwsze punkty zdobyła 5 marca 1999 roku w Valcartier, zajmując 25. miejsce w sprincie. Nigdy nie stanęła na podium w startach indywidualnych, jednak 28 lutego 1999 roku w Lake Placid wspólnie z Ołeną Petrową, Oksaną Chwostenko i Ołeną Zubryłową była druga w sztafecie. Najlepsze wyniki osiągnęła w sezonie 1999/2000, kiedy zajęła 60. miejsce w klasyfikacji generalnej. W 1999 roku wystąpiła na mistrzostwach świata w Kontiolahti/Oslo, gdzie zajęła 40. miejsce w sprincie, 33. miejsce w biegu pościgowym i piąte w sztafecie. Nigdy nie wzięła udziału w igrzyskach olimpijskich.

## Osiągnięcia

### Mistrzostwa świata
| Rok  | Miejscowość      | Konkurencje | Konkurencje | Konkurencje | Konkurencje | Konkurencje | Konkurencje | Konkurencje |
| Rok  | Miejscowość      | IN          | SP          | PU          | MS          | RL          | MR          | SR          |
| ---- | ---------------- | ----------- | ----------- | ----------- | ----------- | ----------- | ----------- | ----------- |
| 1999 | Kontiolahti/Oslo | –           | 40.         | 33.         | –           | 5.          | nd.         | –           |

### Puchar Świata

#### Miejsca w klasyfikacji generalnej
| Sezon     | Miejsce |
| --------- | ------- |
| 1996/1997 | -       |
| 1997/1998 | -       |
| 1998/1999 | 67.     |
| 1999/2000 | 60.     |
| 2000/2001 | -       |
| 2002/2003 | -       |
| 2003/2004 | -       |
| 2006/2007 | -       |
| 2007/2008 | -       |

#### Miejsca na podium chronologicznie
Rud´ nigdy nie stanęła na podium indywidualnych zawodów PŚ.